# Thyridopteryx alcora
Thyridopteryx alcora är en fjärilsart som beskrevs av Barnes 1905. Thyridopteryx alcora ingår i släktet Thyridopteryx och familjen säckspinnare. Inga underarter finns listade i Catalogue of Life.